# Université des femmes Ewha (métro de Séoul)
Université des femmes Ewha (en coréen : 이대역 et officiellement en anglais : Ewha Womans University) est une station de passage de la ligne 2 du métro de Séoul. Elle est située au 2 Daeheung-dong, dans l'arrondissement de Mapo-gu à Séoul en Corée du Sud. Elle dessert notamment l'université Yonsei.
Ouverte en 1984, la station est desservie par les rames omnibus qui circulent sur la ligne.

## Situation sur le réseau

Plan du réseau (2023)

La station souterraine de passage Université des femmes Ewha est établie sur la ligne 2 du métro de Séoul, section ligne centrale circulaire, entre la station, Université des femmes Ahyeon, que l'on rejoint par les rames circulant dans le sens des aiguilles d'une montre, et la station Sinchon, que l'on rejoint par les rames circulants dans le sens inverse des aiguilles d'une montre.

## Histoire
La station Université des femmes Ewha est mise en service le 22 mai 1984, lors de l'ouverture à l'exploitation de la section de Université nationale de Séoul à Euljiro 1(il)-ga qui marque l'achèvement de la ligne circulaire de la ligne 2 du métro de Séoul.

## Services aux voyageurs

### Accès et accueil
Établie au 2 Daeheung-dong, la station dispose de six accès, numérotés de 1 à 6. Des escaliers, escaliers mécaniques et ascenseurs permettent les circulations piétonnes entre les différents niveaux. Elle est notamment équipée d'automates pour l'achat de titres de transport. Les quais de la station sont équipés de portes palières.

### Desserte
Université des femmes Ewha est desservie par les rames omnibus qui circulent sur la ligne 2.

Installations
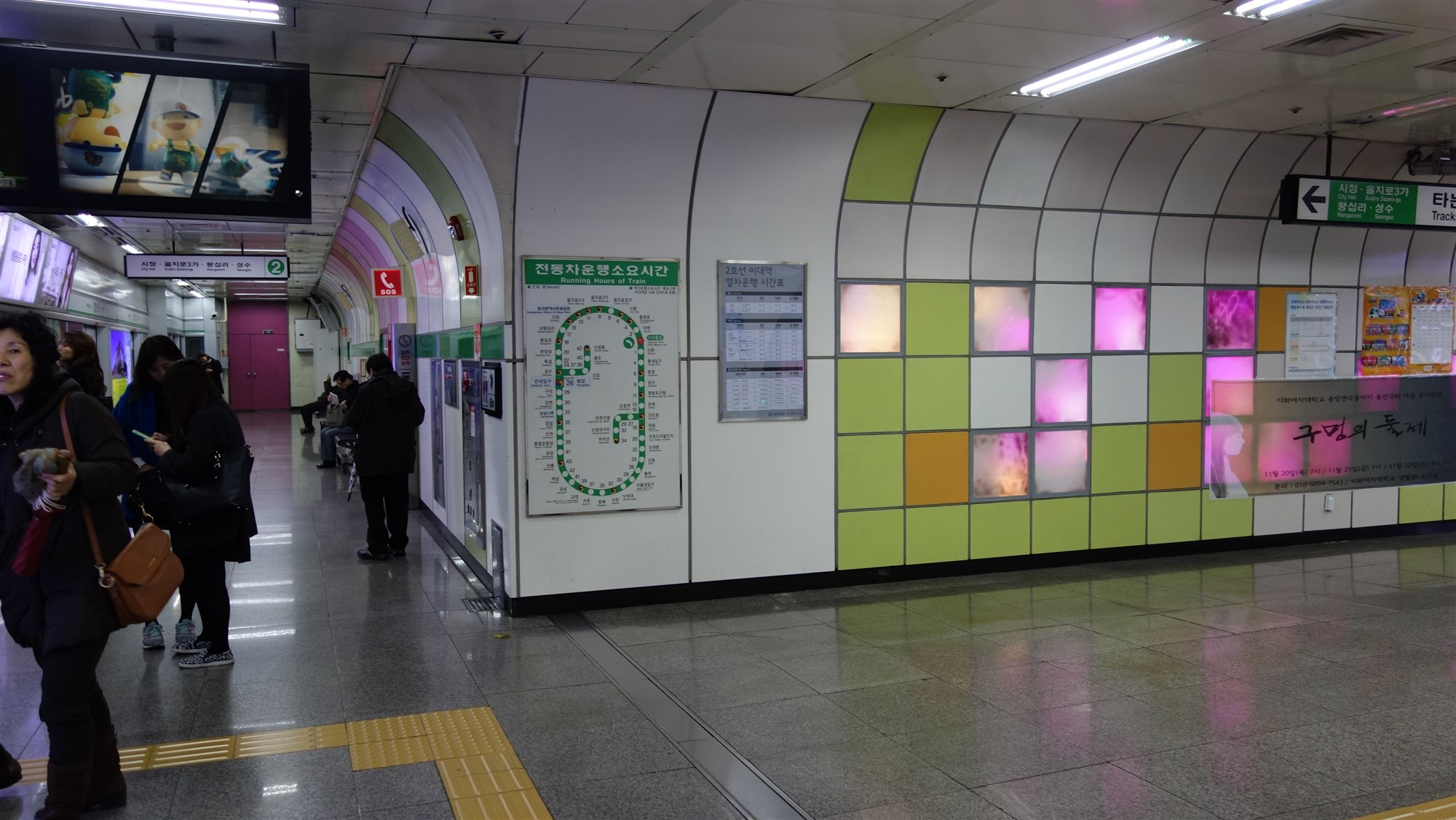
En 2014.
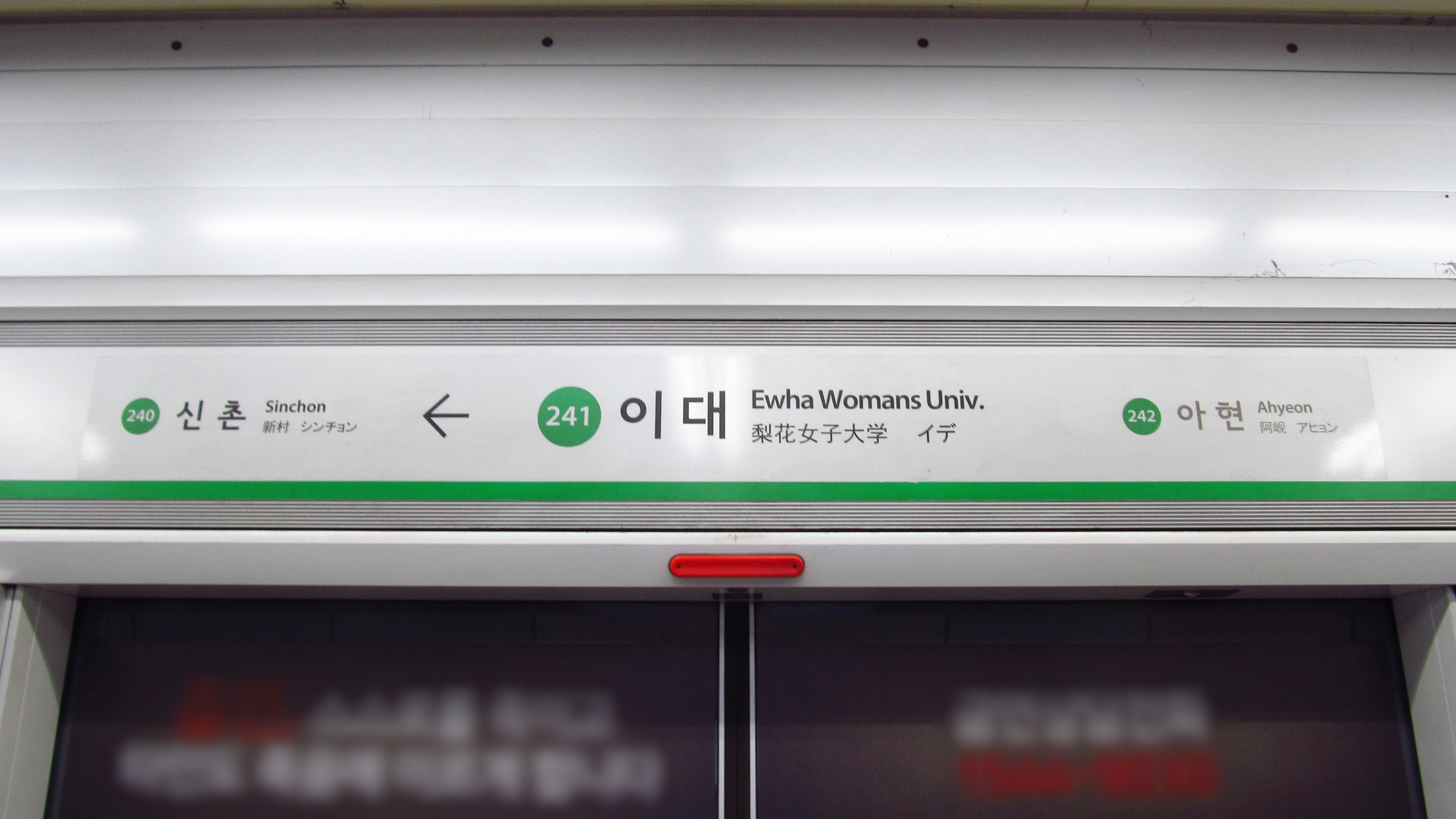
En 2018.
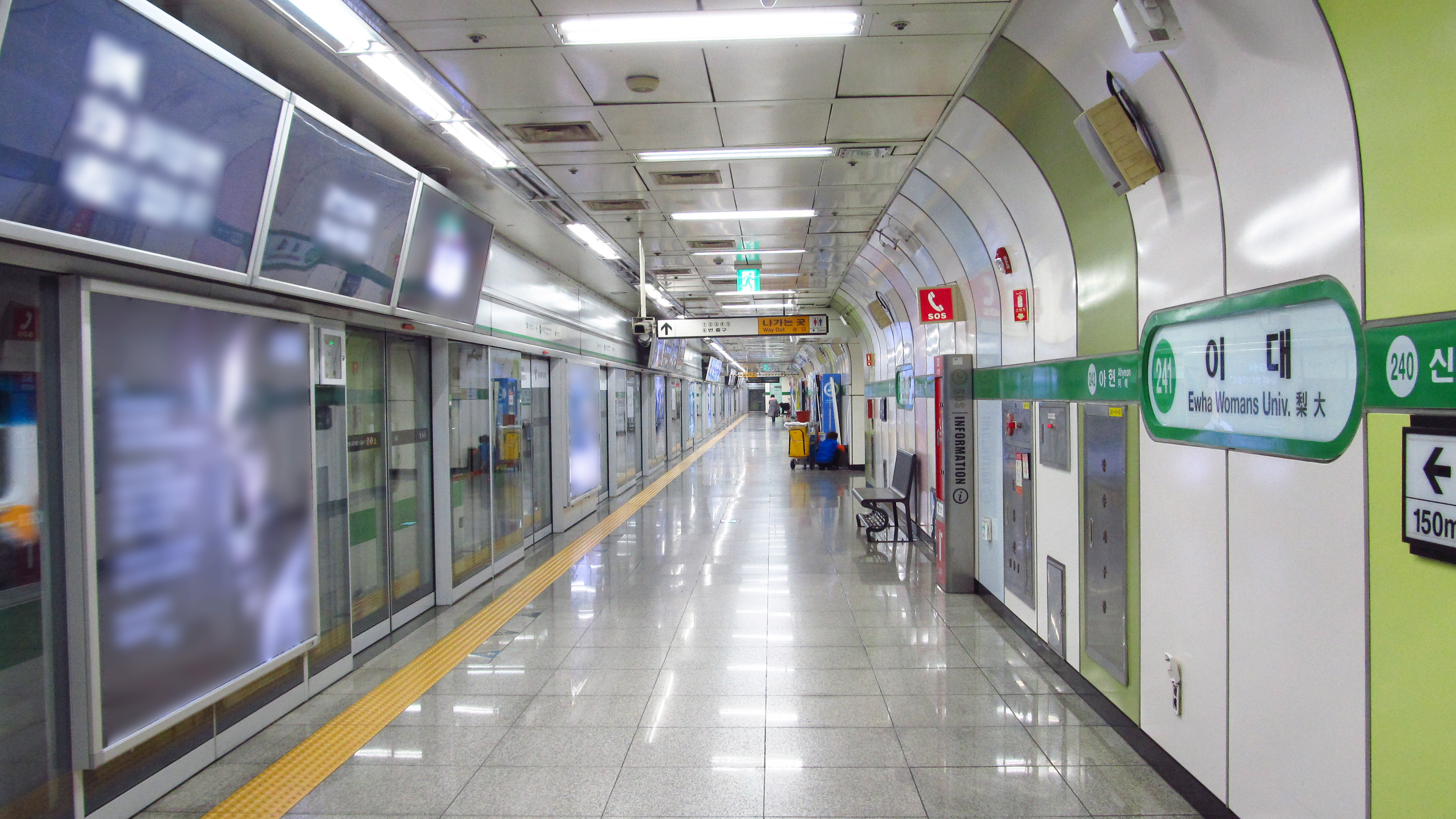
En 2018.

### Intermodalité
Des arrêts de bus urbains sont situés à proximité de certains accès.

## À proximité
Elle dessert notamment l'Université pour femmes Ewha.